# Einsteinsche Summenkonvention
Die einsteinsche Summenkonvention ist eine Konvention zur Notation mathematischer Ausdrücke innerhalb des Ricci-Kalküls und stellt eine Indexschreibweise dar. Dieser Kalkül wird in der Tensoranalysis, der Differentialgeometrie und insbesondere in der theoretischen Physik verwendet. Die Summenkonvention wurde 1916 von Albert Einstein eingeführt. Mit ihr werden die Summenzeichen zur Verbesserung der Übersicht einfach weggelassen und stattdessen wird über doppelt auftretende Indizes summiert.

## Motivation
In der Matrix- und Tensorrechnung werden oft Summen über Indizes gebildet. Zum Beispiel lautet das Matrizenprodukt zweier {\displaystyle n\times n}-Matrizen {\displaystyle A} und {\displaystyle B} in Komponenten:
{\displaystyle (A\cdot B)_{ij}=\sum _{k=1}^{n}A_{ik}\cdot B_{kj}}
Hier wird über den Index {\displaystyle k} von 1 bis {\displaystyle n} summiert. Treten mehrere Matrizenmultiplikationen, Skalarprodukte oder andere Summen in einer Rechnung auf, kann dies schnell unübersichtlich werden. Mit der einsteinschen Summenkonvention lautet die Rechnung von oben dann:
{\displaystyle (A\cdot B)_{ij}=A_{ik}\cdot B_{kj}}

## Formale Beschreibung
Im einfachsten Fall der Summenkonvention gilt: Über doppelt auftretende Indizes innerhalb eines Produkts wird summiert. In der Relativitätstheorie gilt als zusätzliche Regel: Summiert wird nur, wenn der Index sowohl als oberer (kontravarianter) als auch als unterer (kovarianter) Index auftritt.
Die Summenkonvention verringert vor allem den Schreibaufwand. Teilweise hilft sie dabei, bestehende Zusammenhänge und Symmetrien hervorzuheben, die in der konventionellen Summenschreibweise nicht so leicht erkennbar sind.

## Beispiele

### Ohne Beachtung der Indexstellung
In den folgenden Beispielen stehen {\displaystyle A,B} für {\displaystyle n\times n} Matrizen mit Elementen {\displaystyle A_{ij},B_{ij}} und {\displaystyle {\vec {x}}=\left(x_{1},x_{2},\dots ,x_{n}\right),{\vec {y}}=\left(y_{1},y_{2},\dots ,y_{n}\right)} für dazu passende Vektoren.
- Standardskalarprodukt {\displaystyle {\vec {x}}\cdot {\vec {y}}=x_{i}y_{i}}.
- Anwendung einer Matrix auf einen Vektor: {\displaystyle \left(A{\vec {x}}\right)_{i}=A_{ij}x_{j}}.
- Produkt mehrerer (hier 4) Matrizen: {\displaystyle (ABCD)_{ij}=A_{il}B_{lm}C_{mn}D_{nj}}.
- Spur einer Matrix A: {\displaystyle {\text{Spur}}\,A=A_{ii}}.

### Unter Berücksichtigung der Indexstellung
- Standardskalarprodukt {\displaystyle {\vec {x}}\cdot {\vec {y}}=x_{i}y^{i}}.
- Das Produkt {\displaystyle {C^{i}}_{j}} zweier Tensoren mit Tensorkomponenten {\displaystyle {A^{i}}_{j}} und {\displaystyle {B^{i}}_{j}} ist {\displaystyle {C^{i}}_{j}={A^{i}}_{k}{B^{k}}_{j}}.
- Anwendung eines Tensors mit Komponenten {\displaystyle {A^{i}}_{j}} auf die Summe der Vektoren {\displaystyle x^{i},y^{i}}, um Vektor {\displaystyle z^{i}} zu erhalten: {\displaystyle z^{i}={A^{i}}_{j}\left(x^{j}+y^{j}\right)}.
- Ein Tensorfeld t in einer Umgebung {\displaystyle U} hat die Darstellung

{\displaystyle t|_{U}=t_{j_{1},\ldots ,j_{s}}^{i_{1},\ldots ,i_{r}}{\frac {\partial }{\partial x^{i_{1}}}}\otimes \cdots \otimes {\frac {\partial }{\partial x^{i_{r}}}}\otimes \mathrm {d} x^{j_{1}}\otimes \cdots \otimes \mathrm {d} x^{j_{s}}.}
Hierbei versteht man den Index des Objektes {\displaystyle {\tfrac {\partial }{\partial x^{i_{1}}}}} als unteren Index.